# Arsonfòbia
L'arsonfòbia (del llatí ars 'foc' i fobia 'por') és la por irracional al foc. Aquesta fòbia pot començar a ser perjudicial quan comença a limitar la vida de l'afectat. Les persones que la pateixen acostumen a evitar situacions en les quals el foc és present. És considerada una de les fòbies més comunes i més antigues en l'ésser humà.

## Causes
Hi ha diverses causes per les quals una persona podria començar a patir aquesta fòbia. Normalment les fòbies es generen per una experiència traumàtica de les persones que l'han viscut i que relacionen amb el foc, com per exemple el risc de incendis. És habitual que aquest trauma no es pugui recordar.També es pot generar una fòbia coneixent la història d'una persona propera que hagi patit alguna experiència amb el foc.

## Símptomes
Els símptomes d'aquesta fòbia són semblants a tots els de les altres fòbies:
- nàusees
- sudoració
- por o ansietat
- debilitat
- marejos

Però podrien també aparèixer altres símptomes, manifestats, per exemple, en el cas d'un atac de pànic:
- respiració agitada
- freqüència cardíaca accelerada
- falta d'aire

## Tractaments
Normalment els tractaments que es fan servir són teràpies, ja que es tracta d'una una alteració psicològica. Les teràpies més comunes són les següents:

### Teràpia d'exposició
Aquesta teràpia consisteix en enfrontar-se, a poc a poc, a allò que genera la fòbia. Aquesta tècnica pot posar-se en pràctica per part del mateix pacient, però sempre és recomanable fer-ho amb un professional. Amb les fòbies lleus aquesta tècnica és molt efectiva.

### Teràpia cognitiva
La teràpia cognitiva consisteix en el fet que el pacient rep informació sobre allò que té fòbia.

### Teràpia de xoc
És la teràpia més agressiva de les que hi ha. És per això que no s'hauria de posar en pràctica sense l'ajuda d'un professional. En essència, la tècnica consisteix en enfrontar la por fins que aquesta se supera.
 